# Tamara Moskwina
Tamara Nikołajewna Moskwina z domu Bratuś, ros. Тамара Николаевна Москвина (Братусь) (ur. 26 czerwca 1941 w Leningradzie) – radziecka łyżwiarka figurowa startująca w parach sportowych z Aleksiejem Miszynem. Uczestniczka igrzysk olimpijskich (1968), wicemistrzyni świata, medalistka mistrzostw Europy oraz dwukrotna mistrzyni Związku Radzieckiego w parach sportowych. Ponadto pięciokrotna mistrzyni Związku Radzieckiego w kategorii solistek. Zakończyła karierę amatorską w 1969 r. Trenerka łyżwiarstwa figurowego w Petersburgu w klubie Jubileusz.

## Życie prywatne
W 1964 r. wyszła za mąż za byłego łyżwiarza figurowego Igora Moskwina. Para ma dwie córki, Olgę (ur. 12 kwietnia 1970 r.) oraz Annę (ur. 14 czerwca 1974 r.). Moskwina została doktorem (PhD) psychologii edukacyjnej na Akademii Wychowania Fizycznego w Leningradzie. 

## Kariera trenerska
Moskwina była zainteresowana trenowaniem już podczas kariery sportowej. Po uzyskaniu wykształcenia trenerskiego rozpoczęła pracę w Petersburgu w klubie Jubileusz praktycznie przez całą karierę trenerską. W 1998 r. trenowała swoich uczniów na Stamford Twin Rinks w Stamford w stanie Connecticut. W 1999 r. przeniosła się do Hackensack w stanie New Jersey do klubu Ice House, a w 2001 r. powróciła do klubu Jubileusz. Do jej uczniów, których trenowała samodzielnie lub wraz z mężem, należeli m.in.:
- Irina Worobjowa / Aleksandr Własow (ZSRR)
- Irina Worobjowa / Igor Lisowski (ZSRR)
- Jelena Wałowa / Oleg Wasiljew (ZSRR)
- Natalja Miszkutionok / Artur Dmitrijew (ZSRR, Rosja)
- Jelena Bieczkie / Dienis Pietrow (ZSRR, Rosja)
- Oksana Kazakowa / Artur Dmitrijew (Rosja)
- Jelena Bierieżna / Anton Sicharulidze (Rosja)
- Yūko Kawaguchi / Aleksandr Markuncow (Japonia)
- Kyoko Ina / John Zimmerman (Stany Zjednoczone)
- Julija Obertas / Siergiej Sławnow (Rosja)
- Yūko Kawaguchi / Aleksandr Smirnow (Rosja)

W sezonie 2019/2020 Moskwina prowadziła następujące pary sportowe:
- Aleksandra Bojkowa / Dmitrij Kozłowski (Rosja)
- Alisa Jefimowa / Aleksandr Korowin (Rosja)

## Osiągnięcia

### Pary sportowe

#### Z Aleksiejem Miszynem
| Zawody                           | 65–66          | 66–67          | 67–68          | 68–69          |                |                |                |                |                |                |                |                |                |                |                |                |                |
| Międzynarodowe                   | Międzynarodowe | Międzynarodowe | Międzynarodowe | Międzynarodowe | Międzynarodowe | Międzynarodowe | Międzynarodowe | Międzynarodowe | Międzynarodowe | Międzynarodowe | Międzynarodowe | Międzynarodowe | Międzynarodowe | Międzynarodowe | Międzynarodowe | Międzynarodowe | Międzynarodowe |
| -------------------------------- | -------------- | -------------- | -------------- | -------------- | -------------- | -------------- | -------------- | -------------- | -------------- | -------------- | -------------- | -------------- | -------------- | -------------- | -------------- | -------------- | -------------- |
| Igrzyska olimpijskie             |                |                | 5              |                |                |                |                |                |                |                |                |                |                |                |                |                |                |
| Mistrzostwa świata               |                | 6              | 4              | 2              |                |                |                |                |                |                |                |                |                |                |                |                |                |
| Mistrzostwa Europy               |                | 6              | 2              | 3              |                |                |                |                |                |                |                |                |                |                |                |                |                |
| Prize of Moscow News             |                | 1              |                | 1              |                |                |                |                |                |                |                |                |                |                |                |                |                |
| Zimowa uniwersjada               | 3              |                |                |                |                |                |                |                |                |                |                |                |                |                |                |                |                |
| Krajowe                          |                |                |                |                |                |                |                |                |                |                |                |                |                |                |                |                |                |
| Mistrzostwa Związku Radzieckiego | 3              | 2              | 2              | 1              |                |                |                |                |                |                |                |                |                |                |                |                |                |

#### Z Aleksandrem Gawriłowem
| Mistrzostwa Związku Radzieckiego | 1 |

### Solistki
| Zawody                           | 58–59          | 59–60          | 60–61          | 61–62          | 62–63          | 63–64          | 64–65          | 65–66          |                |                |                |                |                |                |                |                |                |
| Międzynarodowe                   | Międzynarodowe | Międzynarodowe | Międzynarodowe | Międzynarodowe | Międzynarodowe | Międzynarodowe | Międzynarodowe | Międzynarodowe | Międzynarodowe | Międzynarodowe | Międzynarodowe | Międzynarodowe | Międzynarodowe | Międzynarodowe | Międzynarodowe | Międzynarodowe | Międzynarodowe |
| -------------------------------- | -------------- | -------------- | -------------- | -------------- | -------------- | -------------- | -------------- | -------------- | -------------- | -------------- | -------------- | -------------- | -------------- | -------------- | -------------- | -------------- | -------------- |
| Mistrzostwa Europy               |                | 27             |                | 19             | 20             |                | 14             |                |                |                |                |                |                |                |                |                |                |
| Krajowe                          |                |                |                |                |                |                |                |                |                |                |                |                |                |                |                |                |                |
| Mistrzostwa Związku Radzieckiego | 9              | 2              | 2              | 1              | 1              | 1              | 1              | 1              |                |                |                |                |                |                |                |                |                |

## Nagrody i odznaczenia
- Światowa Galeria Sławy Łyżwiarstwa Figurowego – 2005[4]